# Emilio Tricerri
Emilio Tricerri (1913 – 1991) è stato un dirigente sportivo italiano.
È considerato il padre del minibasket in Italia, avendolo importato e sviluppato per primo all'inizio degli anni sessanta.

## Biografia
Tricerri fondò nel 1961 la prima scuola basket per bambini tra i 6 ed i 13 anni di età: la EBRO Basket Milano, all'epoca denominata "Centro Olimpia Addestramento Pallacanestro". Nel 1965 lanciò poi il vero e proprio minibasket, basato sul "biddy-basketball" ideato da Jay Archer nel Stati Uniti e sviluppato da Anselmo López in Spagna. Dopo l'intuizione di Tricerri, si svilupparono in Italia numerosi centri di addestramento e sviluppo del minibasket.
Emilio Tricerri è stato inserito nell'Italia Basket Hall of Fame nel 2011.